# Quercus alpescens
Quercus alpescens — вид рослин з родини букових (Fagaceae), ендемік Мексики.

## Опис
Цей вид — великий листопадний кущ, який, як відомо, досягає висоти від одного до трьох метрів. Зазвичай зростають на ґрунтах, отриманих з вапняку. Листки розміром 2–4 × 1–2 см; верх яскравий, а низ вовнистий; край загнутий, хвилястий, зубчастий. Жолудь завдовжки 1.5–2 см, закритий на 1/3 довжини чашечкою, яка завширшки 1 см

## Поширення й екологія
Історично цей вид відомий лише з Ідальго (Мексика). Досліджений зразок знаходився на місцевому гірському масиві, гора Канкандо. Однак нещодавніші відкриття виявили цей вид в окремих гірських хребтах в Нуево-Леон та Сакатекасі. Росте на висотах 0–3200 м.